# Березівська сільська рада (Глухівський район)
Бере́зівська сільська́ ра́да — колишній орган місцевого самоврядування у Глухівському районі Сумської області. Адміністративний центр — село Береза.

## Загальні відомості
- Населення ради: 1 579 осіб (станом на 2001 рік)

## Населені пункти
Сільській раді були підпорядковані населені пункти:
- с. Береза

## Склад ради
Рада складалася з 16 депутатів та голови.
- Голова ради: Конозобко Сергій Миколайович
- Секретар ради: Писоцька Валентина Олексіївна

### Керівний склад попередніх скликань
| Прізвище, ім'я, по батькові  | Основні відомості                                                 | Дата обрання | Дата звільнення |
| ---------------------------- | ----------------------------------------------------------------- | ------------ | --------------- |
| Конозобко Сергій Миколайович | Сільський голова, 1969 року народження, освіта вища, безпартійний | 26.03.2006   | 31.10.2010      |
| Конозобко Сергій Миколайович | Сільський голова, 1969 року народження, освіта вища, безпартійний | 31.10.2010   |                 |

Примітка: таблиця складена за даними сайту Верховної Ради України